# Carl August Voller

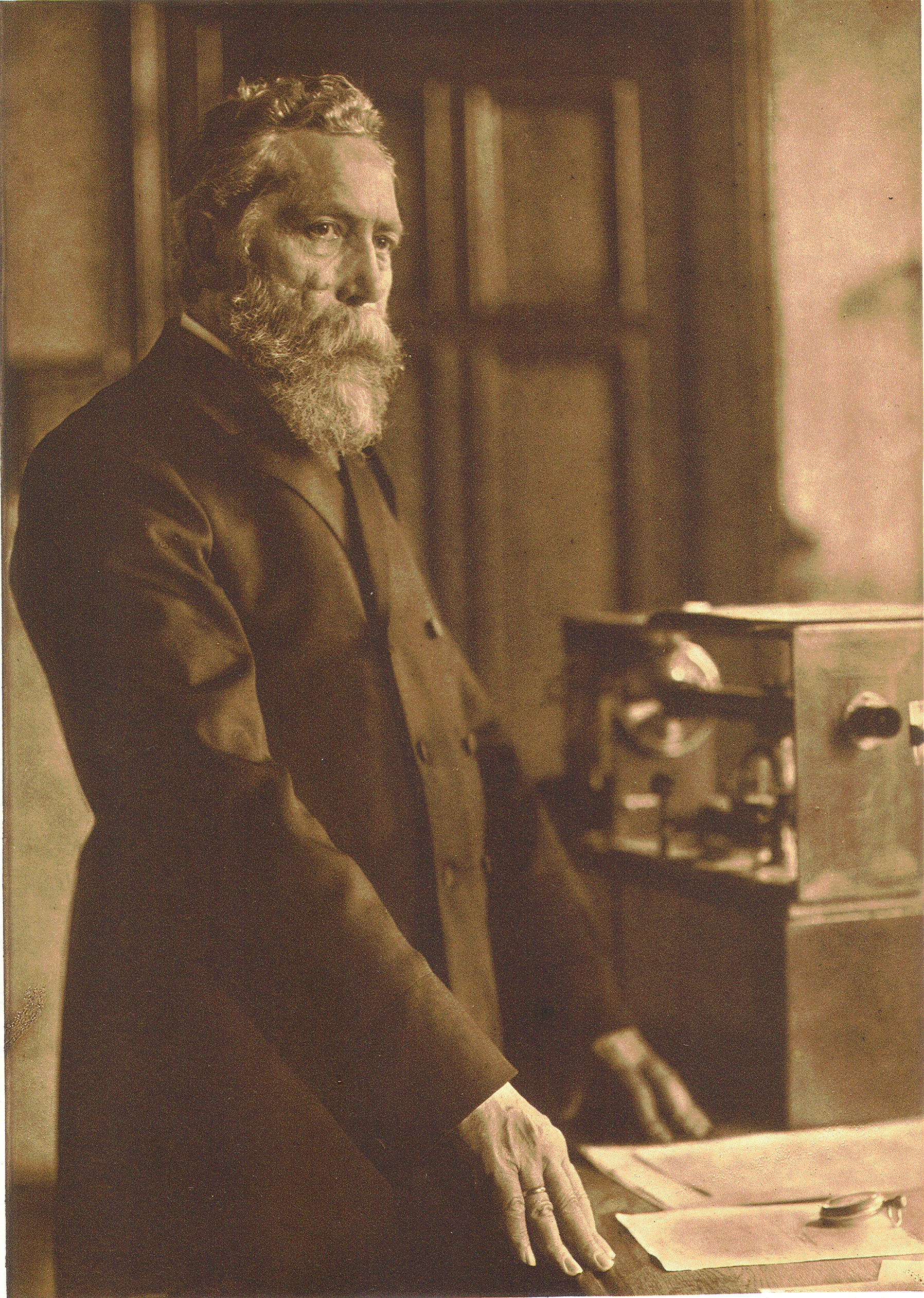
Carl August Voller 1905, Fotografie Rudolph Dührkoop

Carl August Voller (* 31. Oktober 1842 in Elberfeld (heute Stadtteil von Wuppertal); † 7. Juli 1920 in Hamburg) war ein deutscher Physiker, Professor und Politiker.

## Leben
Nach Besuch der Volksschule in Elberfeld erlernte Voller einen kaufmännischen Beruf und war bis 1868 in diesem Bereich tätig. Nebenher bereitete er sich auf die Reifeprüfung vor, die er 1869 erfolgreich ablegte. Ab 1868 studierte Voller in Göttingen und danach in Berlin. 1872 wurde er Lehrer für Mathematik und Naturwissenschaften an der Glitzaschen Privatschule in Hamburg. 1873 erfolgte die Promotion. Er erhielt 1875 eine Anstellung als Probekandidat am Realgymnasium des Johanneums. Er bewährte sich und wurde dort Oberlehrer und leitete dort ab 1879 das Physikalische Kabinett, aus dem auf seine Initiative hin 1885 das Physikalische Staatslabor wurde. Damit verbunden war auch eine Lehrtätigkeit. Er führte den Titel Professor. Bei Gründung der Universität Hamburg 1919 wurde er Honorarprofessor der naturwissenschaftlichen Fakultät als Dank für seine Mitwirkung an der Gründung der Universität. Das Physikalische Staatslaboratorium wurde dabei als Physikalisches Staatsinstitut Teil der Universität mit Peter Paul Koch (1879–1945) als Direktor, der die Nachfolge von Voller antrat.
Er war Herausgeber der Verhandlungen des Naturwissenschaftlichen Vereins von Hamburg-Altona. Von 1907 bis 1913 gehörte Voller der Hamburgischen Bürgerschaft als Mitglied der Fraktion der Rechten an.

## Ehrungen
Im Jahr 1890 wurde er zum Mitglied der Deutschen Akademie der Naturforscher Leopoldina gewählt.